# Cerro Toconce
Cerro Toconce är ett berg i Chile.   Det ligger i provinsen Provincia de El Loa och regionen Región de Antofagasta, i den norra delen av landet, 1 300 km norr om huvudstaden Santiago de Chile. Toppen på Cerro Toconce är 5 411 meter över havet, eller 605 meter över den omgivande terrängen. Bredden vid basen är 4,5 km.
Terrängen runt Cerro Toconce är kuperad åt sydost, men åt nordväst är den bergig. Runt Cerro Toconce är det glesbefolkat, med 10 invånare per kvadratkilometer.. Det finns inga samhällen i närheten.
Trakten runt Cerro Toconce är ofruktbar med lite eller ingen växtlighet.